# GluR2
Il GluR2 (in inglese anche: Metabotropic glutamate receptor 2) è una proteina codificata dal gene GRM2

## Funzioni
L-glutammato è il principale neurotrasmettitore eccitatorio nel sistema nervoso centrale e attiva sia recettori ionotropici e i metabotropici del glutammato. La neurotrasmissione glutammatergica è coinvolta in molti aspetti della funzione cerebrale normale e può essere modificata in molte condizioni neuropatologiche. I recettori metabotropici del glutammato sono una famiglia di recettori accoppiati a proteine G, che sono stati suddivisi in 3 gruppi sulla base di omologia di sequenza, di meccanismi di trasduzione del segnale sostitutivi, e di proprietà farmacologiche.

## Ruolo nell'allucinogenesi
Molte droghe psichedeliche (ad esempio LSD-25) producono i loro effetti legandosi ai complessi oligomerizzerati dei 5HT2A e mGlu2 recettori.  La lisuride agisce preferenzialmente o esclusivamente sui recettori 5HT2A non eteromerizzati, che non sono in grado di indurre effetti psichedelici.